# Timothy Chin-Tien Yang
Timothy Chin-Tien Yang, chiń. upr. 杨进添; chiń. trad. 楊進添; pinyin Yáng Jìntiān (ur. 1 lipca 1942) – dyplomata i polityk Republiki Chińskiej.
Uzyskał licencjat z dyplomacji na National Chengchi University. W 1969 zdał egzamin dla pracowników służby dyplomatycznej. Brał również w dodatkowych szkoleniach dla urzędników organizowanych przez Foreign Service Institute. W 1983 został szefem Departamentu Spraw Europejskich w MSZ. W latach 1984–1986 pracował w sekretariacie tego ministerstwa. Następnie był asystentem dyrektora generalnego sekretariatu MSZ (1986-1988). Od 1995 do 1999 był dyrektorem Departamentu Spraw Afrykańskich, a w latach 1999-2000 sekretarzem generalnym resortu i dyrektorem Komitetu Badań i Planowania. Stał też na czele Foreign Service Institute (2006-2007). 10 września 2009 został mianowany ministrem spraw zagranicznych w rządzie Wu Den-yih.
Był kierownikiem kilku przedstawicielstw gospodarczo-kulturalnych Republiki (między innymi w Irlandii, Australii i Indonezji).